# 中山街道 (南宁市)
中山街道，是中华人民共和国广西壮族自治区南宁市青秀区下辖的一个乡镇级行政单位。

## 行政区划
中山街道下辖以下地区：
新兴苑社区、中山社区、八一社区、天桃社区、桃源南社区、河堤社区、津头社区、商业大院社区、东方园社区、桃源北社区、河堤新街社区、南国社区、七星社区、柳沙社区、津头村和新兴村。